# When Dream and Day Unite
When Dream and Day Unite è il primo album in studio del gruppo musicale statunitense Dream Theater, pubblicato il 6 marzo 1989 dalla MCA Records.

## Antefatti
Il gruppo si è formato originariamente nel 1985 dall'incontro tra John Myung, John Petrucci e Mike Portnoy sotto il nome di Majesty, nome ispirato da un commento di Portnoy sul finale di Bastille Day dei Rush, definita appunto "maestosa". Dopo aver trovato come tastierista il compagno di scuola Kevin Moore, la formazione fece alcune audizioni per la scelta di un cantante, scelta ricaduta su Chris Collins. Con Collins, i Majesty registrarono il demo omonimo tra il 1985 e il 1986.
Agli inizi del 1988, il gruppo allontanò Collins a causa di divergenze creative e lo sostituì con Charlie Dominici. Successivamente furono costretti a modificare il proprio nome a causa di problemi di copyright con un gruppo jazz omonimo; dopo aver modificato momentaneamente il nome in Glasser, il gruppo, sotto suggerimento del padre di Portnoy, adottò quello definitivo di Dream Theater, dal nome di un cinema di Monterey (California).
Firmato un contratto con la Mechanic Records, i Dream Theater pubblicarono When Dream and Day Unite nel mese di marzo 1989. L'album di debutto del gruppo venne promosso dai singoli promozionali Afterlife e Status Seeker nonché dalla breve tournée When Dream and Tour Unite. Durante lo svolgimento dello stesso, il gruppo decise di licenziare Dominici a causa delle limitate capacità vocali del cantante e soltanto due anni più tardi avrebbero trovato come cantante definitivo il canadese James LaBrie.
In un concerto del 2004 i Dream Theater hanno eseguito When Dream and Day Unite nella sua interezza per celebrare i 15 anni dalla sua pubblicazione. I brani, compresa l'introduzione di The Killing Hand, sono stati eseguiti nella loro versione originale. Terminata la lista tracce del disco, il gruppo ha eseguito To Live Forever e Metropolis. Al concerto hanno partecipato anche Dominici, il quale ha duettato con LaBrie negli ultimi due brani del concerto, e l'ex-tastierista Derek Sherinian apparso solo per l'esecuzione di Metropolis. Questo concerto è stato successivamente immortalato nel bootleg ufficiale When Dream and Day Reunite.

## Tracce
1. A Fortune in Lies – 5:13 (testo: John Petrucci – musica: Dream Theater)
2. Status Seeker – 4:18 (testo: Charlie Dominici, John Petrucci – musica: Dream Theater)
3. The Ytse Jam – 5:46 (musica: Kevin Moore, John Myung, John Petrucci, Mike Portnoy)
4. The Killing Hand – 8:42 (testo: John Petrucci – musica: Dream Theater)
5. Light Fuse and Get Away – 7:24 (testo: Kevin Moore – musica: Dream Theater)
6. Afterlife – 5:27 (testo: Charlie Dominici – musica: Dream Theater)
7. The Ones Who Help to Set the Sun – 8:05 (testo: John Petrucci – musica: Dream Theater)
8. Only a Matter of Time – 6:36 (testo: Kevin Moore – musica: Dream Theater)

## Formazione

### Gruppo
- Charlie Dominici – voce
- John Petrucci – chitarra
- John Myung – basso
- Kevin Moore – tastiera
- Mike Portnoy – batteria, percussioni

### Produzione
- Terry Date – produzione, ingegneria del suono, missaggio
- Dream Theater – produzione
- Steve Sinclair – produzione esecutiva
- Joe Alexander – ingegneria del suono, missaggio
- Brian Stover, Trish Finnegan – assistenza tecnica
- Howie Weinberg – mastering